# Carta Social
A Carta Social é uma forma de correspondência específica do Brasil. O início da carta social foi no período do governo Fernando Henrique Cardoso, com a finalidade de proporcionar às pessoas de menor nível econômico o direito de corresponder-se com pessoas (familiares, amigos etc.) em qualquer parte do país. Inicialmente, qualquer pessoa física podia se utilizar do serviço, que após 12 de março de 2012, passou a ser exclusivo para beneficiários do Bolsa Família do Governo Federal.
Seu valor é de apenas R$ 0,01 (um centavo de real), mas para obter tal direito, o cidadão deve cumprir as seguintes regras:
- Permitido apenas para pessoas físicas participantes do Programa Bolsa Família ou seus dependentes.[5][4]
- Cada envelope deve ser escrita a mão, e não pode pesar mais de 10 (dez) gramas.
- Podem ser postas no máximo cinco cartas sociais por remetente por dia.
- Deve estar escrito no envelope: "carta social".
- Só é válida em território nacional.